# Статик и Бен Эль Тавори
Статик и Бен Эль Тавори (ивр. סטטיק ובן אל תבורי‎) — израильский музыкальный дуэт хип-хопера Лираза Руссо (он же «Статик») и певца стиля мизрахи Бен Эля Тавори. Музыкальный продюсер — Ярден Пелег (он же Джорди).

## Участники

### Статик
Лираз Руссо (ивр. לירז רוסו‎; родился 8 декабря 1990 г.), творческий псевдоним Статик (ивр. סטטיק‎). Был усыновлён богатой израильской парой, Моше и Ницой Руссо, в возрасте четырёх месяцев, получил еврейское воспитание в Хайфе. Предполагает, что родился в Латинской Америке. Начал учиться играть на фортепиано в возрасте трёх лет, а позже переключился на гитару. В 15 лет выступал на муниципальных фестивалях с молодёжной группой из Хайфы. Прошёл обязательную военную службу в Армии обороны Израиля в качестве офицера ВВС Израиля, но был досрочно демобилизован по состоянию здоровья и начал работать с музыкальным продюсером Омри Сегалем, что открыло ему двери в музыкальную индустрию. Сценический псевдоним «Статик» — прозвище, которое дал ему друг детства. Прорыв в музыкальной карьере произошёл в 2015 году, после совместного с DJ Gal Malka сингла «Ба ла лиркод» («Ей хочется танцевать»), который вошёл в плейлист армейского радио Гальгалац, одного из определяющих Ежегодный рейтинг израильских песен на иврите, и стал одним из самых успешных израильских синглов года.

### Бен Эль Тавори
Бен Эль Тавори (ивр. בן-אל תבורי‎; родился 22 декабря 1991 г.) — сын израильского певца Шими Тавори. У Бен Эля Тавори йеменские и марокканские корни, родители развелись, когда он был ребёнком. В 2005 году, в возрасте 14 лет, он впервые спел публично со своим отцом. В 2007 году, в возрасте 16 лет, прошёл прослушивание в седьмой сезон израильского реалити-шоу талантливых вокалистов «Кохав Нолад» вместе со своим сводным братом по отцу Даниэлем, но был принят только его брат. Служил в ВВС Израиля. В марте 2011 года выпустил свой дебютный альбом. Сотрудничество со Статиком и Джорди над песней израильского рэпера Рона Нешера «#DubiGal» стало прорывом для Бен Эля Тавори.

### Джорди
Ярден Пелег (ивр. ירדן פלג‎; родился 20 января 1987 г.), творческий псевдоним Джорди (ивр. ג'ורדי‎), родился в Кирьят-Моцкине в еврейской семье. Джорди часто навещал отца на радиостанции, где тот работал радиоведущим, в 12 лет начал заниматься музыкой, в 17 бросил школу и спродюсировал свою первую песню, в 18 лет устроил у себя дома студию звукозаписи. В 2013 году начал работать независимым продюсером. Сотрудничал с разными артистами и впервые встретил Статика во время работы над песней группы KYD, в которой также участвовали израильский певец в стиле реггетон Алон Де Локо.

## Музыкальное сотрудничество
Музыкальное сотрудничество Статика, Бен Эля Тавори и Джорди началось с работы над синглом рэпера Рона Нешера 2015 года «#DubiGal». Первый сингл «Барби» был выпущен в ноябре 2015 года, имел успех и вошёл в плейлист радио Гальгалац, став второй песней Статика и первой песней Тавори в музыкальном сотрудничестве с Джорди. Три месяца спустя они выпустили свой второй сингл «Квиш ха-Хоф» («Прибрежное шоссе»), навеянный множеством поездок по прибрежному шоссе Израиля, поскольку Статик продолжал жить в Хайфе, в то время, как Бен Эль обитал в Тель-Авиве.
Их третья песня «Сильсулим» («Трели») (58 млн просмотров на 2022 год в YouTube), вышедшая в июне 2016 года, стала «Песней года» в ежегодном песенном хит-параде израильского радио «Решет Гимель», «Прорывом года» в чарте радио Гальгалац, также принеся дуэту титул «Люди года». В сентябре 2016 года они выпустили песню «Стам» («Просто»). Их пятый сингл «Захав» («Золото») вместе с видеоклипом на тему 1950-х годов вышел в январе 2017 года.
Начиная с четвёртого сезона Статик и Бен Эль входили в состав судейской бригады израильского реалити-шоу «Ха-Кохав ха-Ба».
В 2017 году дуэт выиграл премию ACUM в категории «Достижение года» имени Инбаль Перльмуттер, участвовал в израильском фестивале песен Фестигаль, получил рекламный контракт израильского одёжного бренда Castro.
В 2017 году вышла песня на бразильскую тему «Tudo Bom», с несколькими словами на португальском языке. Эта песня стала широко популярной в Израиле, а также привлекла значительное внимание в Бразилии. Пара была приглашена посетить посольство Бразилии и встретиться с послом Бразилии в Израиле. Песня побила рекорд по количеству просмотров израильской песни на YouTube за один день. По состоянию на 2022 год «Tudo Bom» набрала 74 млн просмотров на YouTube и находится на третьем месте после хитов Неты Барзилай «Bassa Sababa» (273 млн просмотров) и «TOY» (167 млн просмотров).
В октябре 2017 года новая песня «Ха-Коль Ле-Това» побила рекорд по количеству проигрываний израильской песни на радио за один день — 80, что превышает предыдущий рекорд (66), также установленный Статиком и Бен Элем с песней Tudo Bom.
В 2018 году вышло пять песен, в том числе песня «Kawaii» на японскую тематику, а также первая английская песня «Broke Ass Millionaire» на мелодию «Сильсулим». В марте 2018 года дуэт подписал десятилетний контракт с Capitol Records на выпуск семи международных альбомов на английском языке. Однако основным направлением их деятельности оставался Израиль.
В 2019 году были выпущены ещё четыре песни, в том числе англоязычная версия «Tudo Bom», сделанная в сотрудничестве со звездой мирового масштаба J Balvin (более 3 млрд просмотров его клипа «Mi Gente» на 2022 год). Два их сингла на иврите в 2019 году были созданы в сотрудничестве с израильской певицей Эден Бен Закен, израильским хип-хопером Стефаном Легаром .
В 2020 году вышло семь синглов, в том числе «Ferher Up (Na, Na, Na, Na, Na)» и сингл на английском в сотрудничестве с Pitbull. Другими их английскими синглами 2020 года были «Milli», созданные в сотрудничестве с Flipp Dinero, и «Shake Ya Boom Boom» с will.i.am. В июне 2020 года они выпустили песню «Habib Alby» с певицей Насрин Кадри в качестве официального гимна Недели гордости в Тель-Авиве в 2020 году. Текст песни на иврите, но содержит английские и арабские фразы, в том числе название песни, в переводе с арабского «Любовь моего сердца». В 2020 году вышло ещё четыре сингла на иврите, в одном из них пела Мири Месика, а в другом — Анна Зак. Также дуэт написал и спел в составе 40 известных израильских исполнителей благотворительный сингл для поддержки больниц, борющихся с пандемией COVID-19— «Катан Алейну» («Мы справимся»).
В июне 2021 года Статик и Бен Эль выпустили свой дебютный альбом «Шива Йерехим» («Семь лун»). В альбоме семь песен, в шести — коллаборации с другими израильскими исполнителями. Также было выпущено пять синглов в течение 2021 года, а также песня на английском «Bella».
В августе 2022 года разразился скандал с угрозами Тавори бывшей жене Орталь Амар и их сыну Тав-Принсу. В результате, 25 августа, в аккаунтах в социальных сетях Facebook и Instagram было объявлено о распаде дуэта по инициативе Статика. Выступления, которые были запланированы ещё до распада дуэта, не были отменены и состоялись.
В октябре 2022 года Статик информировал подписчиков Instagram, что продолжит работу с Тавори над новыми песнями.

## Дискография
| английское название                                                                             | Название на иврите | Год  | Пиковые позиции в чартах | Пиковые позиции в чартах | Альбом             |
| английское название                                                                             | Название на иврите | Год  | ISR                      | Латинская Америка        | Альбом             |
| ----------------------------------------------------------------------------------------------- | ------------------ | ---- | ------------------------ | ------------------------ | ------------------ |
| «Барби»                                                                                         | ברבי               | 2015 | —                        | —                        | Неальбомные синглы |
| «Квиш Ха-Хоф»                                                                                   | כביש החוף          | 2016 | —                        | —                        | Неальбомные синглы |
| «Сильсулим»                                                                                     | סלסולים            | 2016 | —                        | —                        | Неальбомные синглы |
| «Стам»                                                                                          | סתם                | 2016 | 1                        | —                        | Неальбомные синглы |
| «Захав»                                                                                         | זהב                | 2017 | 1                        | —                        | Неальбомные синглы |
| «Тудо бом»                                                                                      | טודו בום           | 2017 | 1                        | —                        | Неальбомные синглы |
| «Ха-Коль Ле-Това»                                                                               | הכל לטובה          | 2017 | 1                        | —                        | Неальбомные синглы |
| «Намасте»                                                                                       | נמסטה              | 2018 | 1                        | —                        | Неальбомные синглы |
| «Каваи»                                                                                         | קאוואי             | 2018 | 1                        | —                        | Неальбомные синглы |
| «Гумигам»                                                                                       | גומיגם             | 2018 | 1                        | —                        | Неальбомные синглы |
| «Ясу» (совместно с Эден Бен Закен и Стефаном Легаром)                                           | יאסו               | 2019 | 1                        | —                        | Неальбомные синглы |
| «Тудо бом» (соло или с J Balvin)                                                                |                    | 2019 | —                        | —                        | Неальбомные синглы |
| «Бананот»                                                                                       | בננות              | 2019 | 1                        | —                        | Неальбомные синглы |
| «Имале»                                                                                         | אמאלה              | 2019 | 1                        | —                        | Неальбомные синглы |
| «Дальше вверх (На, На, На, На, На)» (с участием Питбуля)                                        |                    | 2020 | 1                        | 15                       | Неальбомные синглы |
| «Мы» (с участием Мири Месики)                                                                   |                    | 2020 | 1                        | —                        | Неальбомные синглы |
| «Хабиб Алби» (с участием Насрин Кадри)                                                          | חביב אלבי          | 2020 | 2                        | —                        | Неальбомные синглы |
| «Милли» (с участием Флиппа Динеро)                                                              |                    | 2020 | 13                       | —                        | Неальбомные синглы |
| «Капит Ахат Шель Тов»                                                                           | כפית אחת של טוב    | 2020 | —                        | —                        | Неальбомные синглы |
| «Кубийот» (с участием Анны Зак)                                                                 | קוביות             | 2020 | 2                        | —                        | Неальбомные синглы |
| Shake Ya Boom Boom (с участием Black Eyed Peas)                                                 |                    | 2020 | 1                        | —                        | Неальбомные синглы |
| «Кактус»                                                                                        | קקטוס              | 2021 | —                        | —                        | Неальбомные синглы |
| «Суперзвезда» (с участием Ноа Кирел, Джонатана Мерги, Стефана Легара, Агам Бухбут и Галя Адама) | סופרסטאר           | 2021 | —                        | —                        | Неальбомные синглы |
| «Лайла Маадан»                                                                                  | לילה מעדן          | 2021 | —                        | —                        | Неальбомные синглы |
| «Белла»                                                                                         |                    | 2021 | —                        | —                        | Неальбомные синглы |
| «Ханука»                                                                                        | חנוכה              | 2021 | —                        | —                        | Неальбомные синглы |
| «Ахавти Лах» (с участием Омера Адама)                                                           | אהבתי לך           | 2022 | —                        | —                        | Неальбомные синглы |

### Альбом «Семь лун»
| Песня                             | Значение имени | С участием      |
| --------------------------------- | -------------- | --------------- |
| שבעה ירחים (Шива Йерехим)         | Семь лун       |                 |
| כוסות ריקות («Косот рекот»)       | Пустые чашки   | Лиор Наркис     |
| אפס מאמץ («Эфес Маамац»)          | Нулевые усилия | Нета Барзилай   |
| רובינזון קרוזו («Робинзон Крузо») | Робинзон Крузо | Ран Данкер      |
| גשם מתוק («Гешем Маток»)          | Сладкий дождь  | Рами Кляйнштейн |
| העיר הגדולה («Ха-Ир Ха-Гдола»)    | Большой город  | Агам Бухбут     |
| אורות («Орот»)                    | Огни           | Рон Нешер       |